# Diecezja warszawsko-bielska
Diecezja warszawsko-bielska (metropolitalna) – jedna z 6 diecezji kościoła prawosławnego w Polsce, utworzona w 1948. Graniczy z diecezjami: białostocko-gdańską, lubelsko-chełmską i łódzko-poznańską.

## Historia

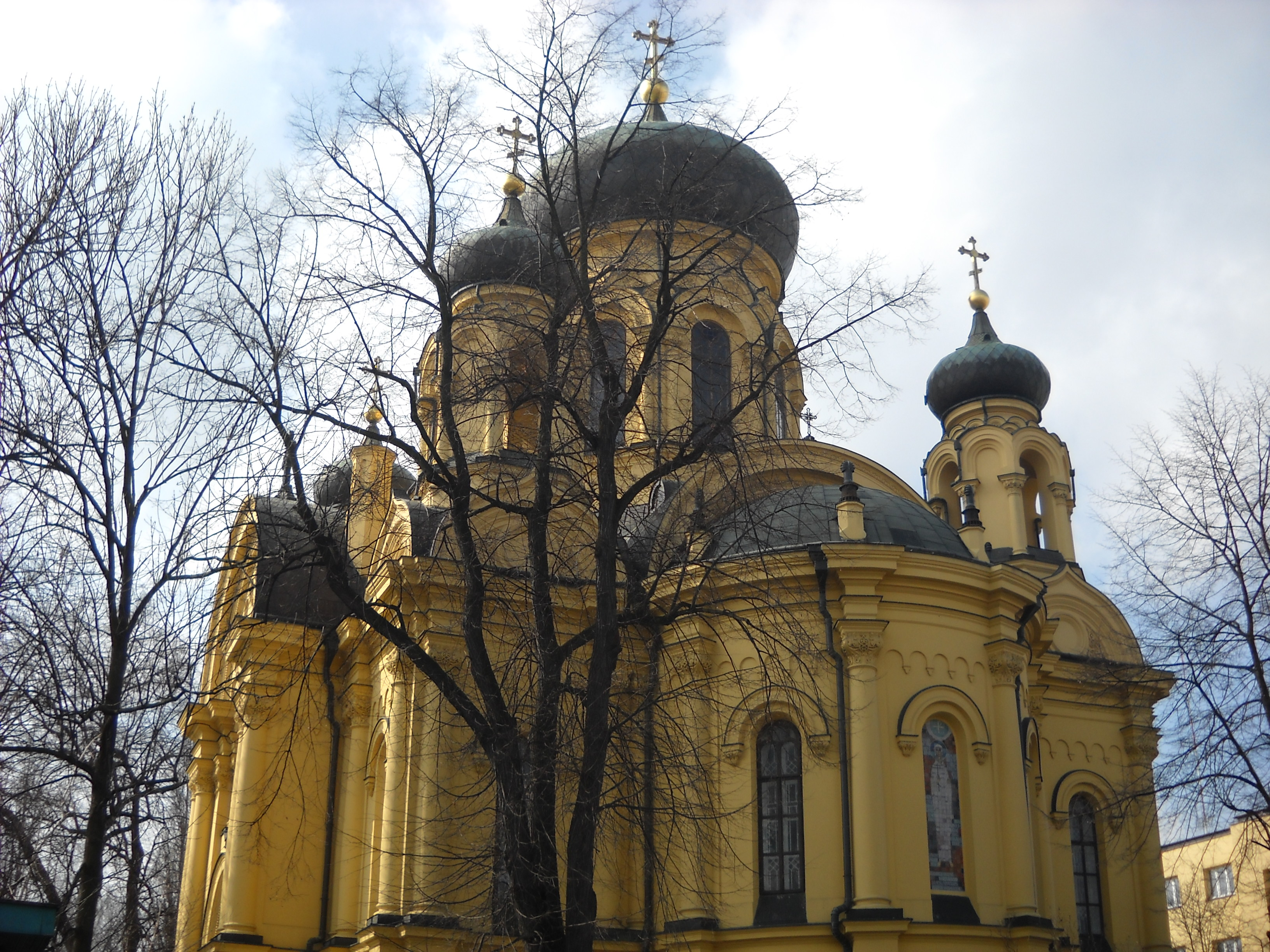
Sobór św. Marii Magdaleny w Warszawie

### Korzenie
Pierwsza cerkiew w Warszawie powstała w 1796 w pałacu Sapiehów przy ul. Zakroczymskiej. W 1818 z inicjatywy warszawskich kupców pochodzenia greckiego Dobricza, Barącza i Dadaniego zakupiono dom przy ul. Podwale 5, w którego podwórzu wybudowano niewielką kaplicę na ok. 250 osób, wyświęconą ku czci Świętej Trójcy.
Od 1834 Warszawa była siedzibą wikariuszy eparchii wołyńskiej, zaś od 1840 – biskupów warszawskich i nowogieorgijewskich. Eparchia ta funkcjonowała w latach 1875–1905 jako eparchia chełmsko-warszawska, zaś do 1922 – jako eparchia warszawska i nadwiślańska.
Po odzyskaniu niepodległości przez Polskę, w 1922 patriarcha moskiewski i całej Rusi Tichon zgodził się na powołanie w II Rzeczypospolitej egzarchatu kierowanego przez metropolitę warszawskiego Jerzego. Dla władz niepodległej Polski nie było to rozwiązanie satysfakcjonujące, dążyły one do uzyskania przez Kościół prawosławny w Polsce autokefalii (zakończone powodzeniem). W 1922 w Warszawie powołano diecezję warszawsko-chełmską.
W czasie II wojny światowej Polski Autokefaliczny Kościół Prawosławny został przekształcony w Autokefaliczny Kościół Prawosławny w Generalnej Guberni. Warszawa została siedzibą diecezji warszawsko-radomskiej.

## Historia eparchii warszawsko-bielskiej
W 1948 powstała eparchia warszawska PAKP. Kolejna reorganizacja podziału administracyjnego Kościoła miała miejsce w 1951. Obszar diecezji warszawskiej po wydzieleniu z niej diecezji łódzko-poznańskiej, białostocko-gdańskiej i wrocławsko-szczecińskiej skurczył się do obszaru ówczesnych województw warszawskiego i lubelskiego oraz powiatu Bielsk Podlaski w województwie białostockim. W 1958 ponownie włączono do niej obszar województwa rzeszowskiego. W tym kształcie diecezja utrzymała się przez niemal 25 lat. W 1983 została restytuowana po ponad 280 latach nieistnienia diecezja przemysko-nowosądecka, a w 1989 diecezja lubelsko-chełmska, których terytoria zostały wydzielone z diecezji warszawsko-bielskiej.
Obecnie diecezja warszawsko-bielska jest najmniejszą obszarowo diecezją kościoła prawosławnego w Polsce, obejmując swoją jurysdykcją północną część województwa mazowieckiego i południową województwa podlaskiego.

## Struktura

### Główna świątynia
- 1834–1837 – cerkiew Świętej Trójcy na Podwalu w Warszawie
- 1837–1912 – sobór Świętej Trójcy w Warszawie
- 1912–1915 – sobór św. Aleksandra Newskiego w Warszawie
- od 1921 – sobór metropolitalny Świętej Równej Apostołom Marii Magdaleny w Warszawie

### Dekanaty
1. Bielsk Podlaski (17 parafii)
2. Hajnówka (13 parafii)
3. Kleszczele (11 parafii)
4. Narew (6 parafii)
5. Siemiatycze (14 parafii)
6. Warszawa (9 parafii i punktów duszpasterskich)

### Monastery
- Stauropigialny Monaster św. Onufrego w Jabłecznej (na terenie klasztoru znajdują się: cerkiew główna św. Onufrego, cerkiew refektarzowa św. Jana Teologa, kaplica Zaśnięcia Bogurodzicy, kaplica Świętego Ducha, kaplica domowa św. Atanazego Brzeskiego)
- Klasztor Świętych Marty i Marii na górze Grabarka (na terenie klasztoru znajdują się: cerkiew główna Przemienienia Pańskiego, cerkiew Ikony Matki Bożej „Wszystkich Strapionych Radość”, cerkiew refektarzowa (trapieznaja) Zaśnięcia Bogurodzicy)
- Monaster św. Dymitra Sołuńskiego w Sakach
- Monaster św. Katarzyny w Zaleszanach
- Skit Świętych Antoniego i Teodozjusza Pieczerskich w Odrynkach

### Instytucje diecezjalne
- Prawosławne Seminarium Duchowne w Warszawie
- Chrześcijańska Akademia Teologiczna w Warszawie (Sekcja Prawosławna)
- Policealne Studium Ikonograficzne (Bielsk Podlaski)
- Prawosławne Studium Psalmistów i Dyrygentów Cerkiewnych (Hajnówka)
- Siestriczestwo św. Marty (Warszawa)
- I Prawosławny Metropolitalny Ośrodek Miłosierdzia ELEOS (Warszawa)
- II Prawosławny Ośrodek Miłosierdzia Diecezji Warszawsko-bielskiej (Warszawa)
- Terenowy Oddział II Prawosławnego Ośrodka Miłosierdzia Diecezji warszawsko-bielskiej (Grabarka)
- Prawosławny Dom Opieki (Grabarka)
- Prawosławny Dom Opieki „Samarytanin” (Hajnówka)
- Prawosławny Dom Opieki „Arka” (Kożyno)
- Prawosławny Dom Opieki „Betania” (Stanisławowo)
- Prawosławny Dom Opieki (Trześcianka)
- Prawosławne Duszpasterstwo Dzieci i Młodzieży z rodzin patologicznych (Warszawa)
- Centrum Kultury Prawosławnej (Warszawa)
- Diecezjalne Centrum Kultury Prawosławnej „Światłość” (Krzywiec)

## Biskupi
- 1921–1923 – abp Jerzy (Jaroszewski), metropolita warszawski i całej Polski
- 1923–1948 – abp Dionizy (Waledyński), metropolita warszawski i całej Polski
- 1951–1959 – abp Makary (Oksijuk), metropolita warszawski i całej Polski
- 1961–1962 – abp Tymoteusz (Szretter), metropolita warszawski i całej Polski
- 1965–1969 – abp Stefan (Rudyk), metropolita warszawski i całej Polski
- 1970–1998 – abp Bazyli (Doroszkiewicz), metropolita warszawski i całej Polski
- od 1998 – abp Sawa (Hrycuniak), metropolita warszawski i całej Polski
- Wikariusze:
- 1922 – bp Aleksander (Inoziemcow), lubelski
- 1923–1928 – bp Antoni (Marcenko), lubelski
- 1932–1937 – bp Sawa (Sowietow), lubelski
- 1938–1940 – bp Tymoteusz (Szretter), lubelski
- 1960–1961 – bp Bazyli (Doroszkiewicz), bielski
- 1965–1966 – bp Nikanor (Niesłuchowski), lubelski
- 1969–1970 – bp Aleksy (Jaroszuk), lubelski
- 1979–1981 – bp Szymon (Romańczuk), lubelski
- 1983 – bp Adam (Dubec), lubelski
- 1983 – bp Jeremiasz (Anchimiuk), bielski
- 1998–2010 – bp (od 2008 abp) Miron (Chodakowski), hajnowski (ordynariusz polowy Wojska Polskiego)
- 1998–2008 i od 2017 – bp (od 2017 abp) Grzegorz (Charkiewicz), bielski
- 2006–2017 – bp Jerzy (Pańkowski), siemiatycki (od 2010 ordynariusz polowy Wojska Polskiego)
- od 2017 – bp Paweł (Tokajuk), hajnowski
- od 2017 – bp Warsonofiusz (Doroszkiewicz), siemiatycki